# Вільям Феллер
Вільям Феллер (англ. William Feller, 7 липня 1906, Загреб, Австро-Угорщина, нині Хорватія — 14 січня 1970, Нью-Йорк, США) — видатний хорватсько-американський математик та член Національної академії наук США. Він спеціалізувався на теорії ймовірностей, зробивши значний внесок у цю галузь.

## Біографія
Вільям Феллер народився в заможній родині. Його батьками були Іда Оеміхен (1870—1938) та Євген Віктор Феллер (1871—1936), відомий хімік-промисловець. Батько, що народився у Львові, був власником аптеки та фармацевтичної фабрики, яка виробляла популярну в багатьох країнах світу рідину «Ельза» («чудодійний засіб»). Вільям був наймолодшим з восьми братів і мав також чотирьох сестер.
Під час навчання у школі він виявив виняткові здібності до математики, тому з ним проводили приватні заняття.
Після закінчення школи, у 1923 році, Феллер вступив на факультет математики Загребського університету. Хоча повний курс навчання тривав чотири роки, Вільям завершив його всього за два роки та продовжив освіту в Геттінгенському університеті в Німеччині.
У липні 1926 року він завершив роботу над своєю дисертацією «Über algebraisch rektifizierbare transzendente Kurven». 18 липня 1927 року, у віці 20 років, він здобув ступінь доктора наук на факультеті математики та природничих наук. Перша наукова робота Феллера в галузі теорії ймовірностей, «Über den Grenzwertsatz der Wahrscheinlichkeitsrechnung, I», була опублікована в 1935 році в журналі «Mathematische Zeitschrift» № 40, коли йому виповнилося 29 років.
У 1928 році він отримав посаду приват-доцента в Кільському університеті, де також обіймав посаду директора Інституту прикладної математики. Через прихід нацизму Феллер був змушений покинути Німеччину. Після цього він продовжив свою кар'єру в Копенгагені, працюючи в Математичному інституті з 1933 по 1934 рік.
У 1938 році Вільям Феллер одружився з Кларою Нільсен, яка була його ученицею в Кілі.
У 1939 році Феллер емігрував до США, де став доцентом в Університеті Брауна (Провіденс, Род-Айленд). У 1945 році він отримав звання професора в Корнелльському університеті. У 1950 році Феллер обійняв посаду професора математики в Принстонському університеті. З 1965 по 1968 роки він читав лекції в Університеті Рокфеллера в Нью-Йорку.
Вільям Феллер помер 14 січня 1970 року в Нью-Йорку.

## Наукова робота
Вільям Феллер займався функціональним аналізом, теорією міри та диференціальними рівняннями, але його найбільший внесок полягає в теорії ймовірностей та її застосуваннях у генетиці, фізиці та економіці. Він досяг значних результатів у граничних теоремах теорії ймовірностей та теорії дифузних випадкових процесів. Його двотомний підручник з теорії ймовірностей здобув світове визнання і досі вважається класикою.

## Нагороди
У 1969 році Вільям Феллер отримав Національну медаль науки за видатні досягнення в математиці та інформатиці.

## Книги
Найзначніша праця Феллера:
«Вступ до теорії ймовірностей та її застосування», Том I та Том II, перше видання (1950).

## Цікаві факти
У 1996 році на його честь був названий астероїд 21276 Феллер (1996 TF5).